# AdUX
AdUX, anciennement HiMedia Group, est une société holding française basée à Paris. Elle détient le capital de plusieurs entreprises spécialisées dans les nouvelles technologies, le divertissement familial, le réseautage social, les médias de masse, l'audiovisuel, la distribution et la gestion d'intérêts internationaux.
Elle est cotée à la bourse de Paris.

## Historique

Ancien logo de HiMedia Group

### Années 1990
En 1996, Hi-media est créée en tant que régie publicitaire multi-supports (presse, radio et supports interactifs). Elle lance son offre spécifique à Internet l'année suivante puis, en 1998, procède à une séparation des activités presse, radio et Internet ; cette activité est portée par l’entité Hi-Media Multimedia créée à cet effet.

### Années 2000
En 2000, Hi-Media Multimedia change de dénomination sociale pour Hi-Media et s'introduit à la Bourse de Paris sur le Nouveau Marché le 7 juin. Hi-Media lance une activité de conseil et de courtage en marketing direct. Sept filiales sont créées en dehors de la France. L'année suivante, l'entreprise fait l'acquisition de 51 % de Advenda Media AG qui devient Hi-Media Deutschland. Les filiales espagnole, italienne, tchèque et slovaque sont fermées.
Le 8 mai 2002, Hi-Media fait acquisition des 49 % restants de Hi-Media Deutschland puis en février 2003, fait acquisition de Mobiquid, société de services audiotel, pour une valeur de 2,3 millions d'euros et lance son activité de micropaiements.
En 2005, est acquise la régie Numériland pour 1,65 million d'euros. Hi-Media entre à hauteur de 25 % au capital d’une régie publicitaire brésilienne. Hi-Media ouvre la plate-forme de blog Blogorama.
Acquisition par Hi-Media Belgium de la société Publicityweb le 29 septembre 2005.
Le 8 février 2006, Hi-Media a acquis les sociétés Eurovox et Frog Planète, éditrices de la plateforme de micropaiement Allopass, renommée HiPay Mobile en 2014.
Hi-Media acquiert Actustar le 24 février 2006, société éditrice de actustar.com. Le 12 juin 2006, elle acquiert 88 % du capital de L'Odyssée interactive, société éditrice de Jeuxvideo.com et en 2007, de Fotolog Inc. Elle lance le site toutlecine.com.
Le 13 juin 2008, acquisition de Mobile Trend, société spécialisée sur l'Internet mobile et le paiement par SMS et la même année, Hi-Media prend une participation dans les sites Rue89 et vivat.be
En 2009, Hi-Media développe son activité de paiement numérique à l’international. Le groupe lance également HiPay son porte monnaie électronique, à la suite de l’obtention de l'agrément de la Commission bancaire, financière et des assurances le 9 décembre 2008 comme établissement émetteur de monnaie électronique belge.

### Années 2010
Hi-Media augmente sa participation au capital de Rue89 en 2010. Elle cède l’année suivante une part de sa participation au capital de Hi-Midia Brasil, l'intégralité de sa participation au capital de Rue89 et 50 % du capital de Hi-Media Ltd à Weborama.
Le 23 août 2011, l'activité de paiement numérique reçoit l'agrément d'établissement de paiement de la part de l'autorité de contrôle prudentiel. En septembre 2011, Hi-Media lance sa plateforme d’enchères publicitaires « Ad-exchange » en partenariat avec AppNexus.
Hi-Media fait acquisition de 36,3 % du capital de Semilo BV en 2012 et entre à hauteur de 27,8 % dans le capital de la Tribune. L'entreprise fait également acquisition de 55,02 % du capital de la société espagnole New Movil Media S.L. spécialisée sur la publicité mobile et annonce le lancement de Mobvious l'activité de régie publicitaire mobile.
En décembre 2012, Hi-Media acquiert 49 % du capital de Hi-Media Régions SAS.
En juillet 2013, Hi-Media cède la participation qu'elle détenait dans le capital de la société La Tribune nouvelle.
Hi-Media change de dénomination commerciale en janvier 2014 et se renomme HiMedia Group. L'activité de publicité numérique est regroupée sous le nom de marque HiMedia et celle du paiement en ligne sous HiPay.
En juin 2014, Webedia acquiert Jeuxvideo.com pour 90 millions d'euros.
En décembre 2014, HiMedia Group annonce le projet de séparation de ses activités publicitaire et paiement qui conduira à l'introduction en bourse de HiPay. Le 14 janvier 2015, HiMedia Group annonce l'acquisition de 100 % du capital de la régie publicitaire géolocalisée AdMoove.
HiMedia Group signe un accord avec Orange le 23 février 2015 pour le rachat des régies publicitaires d’Orange en Espagne, aux États-Unis et au Mexique et finalise l'acquisition en date du 16 mars 2015. 
Le 2 juin 2015, HiPay Group a obtenu le visa de l’Autorité des marchés financiers (AMF) sur son prospectus en vue de l’admission des actions HiPay Group aux négociations sur le marché réglementé d’Euronext à Paris dans le cadre de l’attribution d’actions HiPay Group aux actionnaires de HiMedia Group. 
Le 29 juin 2015, HiPay Group a effectué son introduction en bourse sur le marché d'Euronext. 
En novembre 2016, HiMedia Group devient AdUX, Ad pour Advertising et UX pour User Experience.

## Actionnaires
| Nom                                       | %         |
| ----------------------------------------- | --------- |
| Cyril Zimmermann                          | 6,74 %    |
| Mickael Ferreira                          | 5,83 %    |
| Michel Baulé                              | 3,77 %    |
| Norges Bank Investment Management         | 1,09 %    |
| Finexis                                   | 0,85 %    |
| Meeschaert Asset Management               | 0,45 %    |
| Cogéfi Gestion                            | 0,30 %    |
| Natixis Investment Managers International | 0,009 2 % |

## Activités

### Régie publicitaire numérique
En 2013, HiMedia était la troisième régie publicitaire sur internet du marché français.
La régie publicitaire européenne HiMedia propose une offre globale s'appuyant sur cinq domaines de compétence :
- sa place de marché display en temps réel[31], Adexchange.com ;
- sa régie mobile, Mobvious ;
- sa régie vidéo en ligne, Fullscreen ;
- son équipe opérations spéciales et le brand content[32], Magic.
- sa régie publicitaire sur Internet à la performance et son pôle marketing direct, WePerf.
- ses solutions de Marketing_programmatique, opérées notamment via la technologie AppNexus.

### Solutions de paiements électroniques
Depuis le 29 juin 2015, la société s'est séparée de son activité paiement HiPay Group, qui a été introduite en bourse sur le compartiment C d'Euronext Paris sous le code Isin FR0012767150 et le mnémonique Hipay.
HiPay Group fournit une plateforme de micropaiement, via HiPay Mobile (anciennement Allopass), et une plateforme de paiement en ligne HiPay Fullservice.
L'ensemble des solutions proposées par HiPay sont encadrées par deux licences européennes d'Établissement de Paiement et d'Émetteur de Monnaie Électronique.
HiPay Fullservice est une plateforme de paiement électronique européenne conçue pour accompagner les e-commerçants et les éditeurs de contenus numériques dans leur développement à l'international, et optimiser leur chiffre d'affaires. Elle répond aux exigences monétiques et sécuritaires du commerce en ligne transfrontalier. Avec HiPay Fullservice, le e-commerçant dispose des solutions de paiement les plus usitées en Europe et dans le monde en une seule intégration, laissant le choix du mode de paiement aux acheteurs en ligne.

## Filiales
HiMedia Group participe ou possède 32 entreprises réparties dans le monde.
| Nom                                 | Participation                                                      | Pays      |
| ----------------------------------- | ------------------------------------------------------------------ | --------- |
| Hi-Media Deutschland AG             | 100 %                                                              | Allemagne |
| Hi-Media Belgium Sprl               | 100 %                                                              | Belgique  |
| HPME SA                             | 100 %                                                              | Belgique  |
| Hi-Media Network Internet Espana SL | 100 %                                                              | Espagne   |
| HiPay SAS                           | 94,33 % via Hi-Media SA et 5,67 % via HM Advertising Web SL (Esp.) | France    |
| Hi-Media Italia Srl                 | 100 %                                                              | Italie    |
| Hi-Media Sales AB                   | 100 %                                                              | Suède     |

## Affaires judiciaires
Le 1er juillet 2011, le tribunal de commerce de Paris condamne la société HiMedia Group pour avoir retiré son concurrent Rentabiliweb de l'article « micropaiement » de l'encyclopédie en ligne Wikipédia en français. Ce jugement faisait partie d'une série de désaccords entre les deux sociétés, jugés à cette occasion. Par cette même décision, Rentabiliweb a été condamnée à verser des dommages et intérêts à HiMedia Group pour dénigrement et parasitisme. Par un arrêt en date du 3 octobre 2013, la cour d’appel de Paris, a débouté les deux sociétés de leurs plaintes respectives et a notamment considéré, concernant la suppression de la référence de la société Rentabiliweb sur le site Wikipédia, que les éléments étant insuffisants pour démontrer la réalité des faits allégués,.

## Gouvernance
HiMedia Group est administré par un conseil d’administration composé de 3 à 18 membres nommés par l'assemblée générale ordinaire.

### Composition du conseil d'administration
| Nom                | Titre                       | Date de première nomination |
| ------------------ | --------------------------- | --------------------------- |
| Cyril Zimmermann   | Président-directeur général | 21 décembre 1998            |
| Jocelyn Robiot     | Administrateur indépendant  | 2 novembre 2005             |
| Jean-Charles Simon | Administrateur indépendant  | 2 novembre 2005             |
| United Internet    | Administrateur              | 4 mai 2010                  |
| Sandra Le Grand    | Administrateur indépendant  | 6 mai 2014                  |

## Données financières
| En millions d'euros   | 2006 | 2007  | 2008  | 2009  | 2010  | 2011 | 2012 !! 2013 | 2014  |       |
| --------------------- | ---- | ----- | ----- | ----- | ----- | ---- | ------------ | ----- | ----- |
| Chiffre d'affaires    | 71,8 | 104,3 | 135,7 | 172,3 | 222   | 230  | 194,7        | 184,3 | 165,8 |
| Marge brute           | 27,5 | 42,2  | 54,9  | 63,1  | 75,6  | 75,5 | 66,9         | 63,8  | 47,2  |
| Résultat opérationnel | 4,7  | 11,1  | 9,4   | 11,8  | -48   | 16   | 9,1          | 3,6   | 14    |
| Résultat net          | 6,7  | 10    | 6,4   | 6,9   | -58,6 | 11,3 | 5,9          | 1,9   | 12,3  |